# Крчава
Крчава (словац. Krčava) — село в Словаччині в районі Собранці Кошицького краю. Село розташоване на висоті 129 м над рівнем моря. Населення — 435 чол. Вперше згадується в 1302 році.

## Населення
| Рік:            | 1994. | 2004.   | 2014.   | 2024.   |
| --------------- | ----- | ------- | ------- | ------- |
| Кількість осіб: | 449   | 437     | 420     | 434     |
| Різниця:        |       | -2,67 % | -3,89 % | +3,33 % |

| Рік:            | 2023. | 2024.   |
| --------------- | ----- | ------- |
| Кількість осіб: | 437   | 434     |
| Різниця:        |       | -0,68 % |

## Пам'ятки
У селі є греко-католицька церква святих Петра і Павла з 1829 року в стилі класицизму та римо-католицький костел святого Матуша з 2003 року.

## Географія
Протікає Торошков потік.